# 迦太基航空

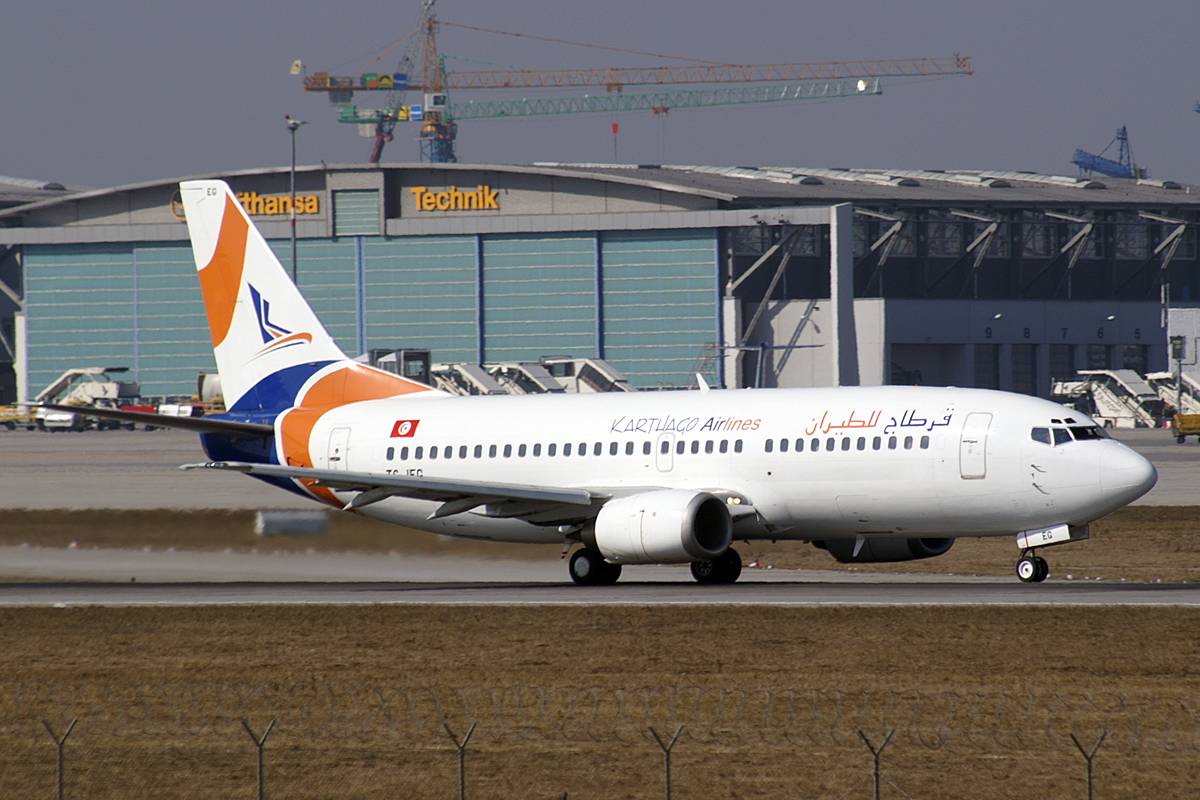
迦太基航空的一架波音737-300

迦太基航空是一間突尼西亞的航空公司。提供私人的包機服務來往歐洲和突尼西亞。它主要的樞紐機場是杰尔巴－杰尔吉斯国际机场，其他的重要機場為突尼斯－迦太基国际机场和莫纳斯提尔哈比卜·布尔吉巴国际机场。

## 歷史
航空公司成立於2001年，是由Karthago Group(58%)和銀行，保險和旅遊貿易投資（42%）合資組成。

## 航点
- 法國
  - 巴黎（巴黎－奧利機場）
- 立陶宛
  - 維爾紐斯（維爾紐斯國際機場）
- 俄羅斯
  - 莫斯科（多莫傑多沃國際機場）
- 突尼西亞
  - 杰尔巴（杰尔巴－杰尔吉斯国际机场）
  - 莫納斯提爾（莫纳斯提尔哈比卜·布尔吉巴国际机场）
  - 突尼斯（突尼斯－迦太基国际机场）

## 機隊
於2009年3月24日為止，迦太基航空共有6架波音737-300。

## 外部連結
- 迦太基航空官方網站 （页面存档备份，存于）
- 迦太基航空機隊